# Kleinmachnow
Kleinmachnow er en by i landkreis Potsdam-Mittelmark i den tyske delstat Brandenburg. Den ligger 19 km sydvest for centrum af Berlin og 12 km øst for Potsdam. Kleinmachnow ligger ved Teltowkanalen og Kleinmachnow sluse fra 1906, der nu er et fredet kulturminde.
- Wikimedia Commons har flere filer relateret til Kleinmachnow